# Началов, Виктор Васильевич
Виктор Васильевич Началов (род. 26 июня 1957; село Хреновое Бобровского района Воронежской области) — советский композитор и аранжировщик, музыкальный продюсер, гитарист, педагог, отец и бывший продюсер певицы 1991-2017 Юлии Началовой (1981—2019).

## Биография
В 1987 году окончил Воронежский лесотехнический институт, с 1991 года по 2010 год работал художественным руководителем ансамбля «Карусель» при Воронежской филармонии (в ансамбле было около 16 человек), с 1991 автор песен из репертуара его дочери Юлии Началовой и Ирины Понаровской.
В 1991 году Виктор Васильевич Началов принёс в институтскую газету «За лесные кадры» свои стихи, среди них была и «Колыбельная», которую он посвятил дочери. Эту песню спела его жена Таисия Николаевна на городском смотре молодёжной песни. Супруги работали в ВИА «Весна» Воронежского лесотехнического института. Виктор Началов написал рок-оперу, которая была исполнена в Воронежском театре оперы и балета в исполнении ВИА «Весна» на стихи Р. Бернса, Д. Родари, Р. Стивенсона.
В 1991 году ВИА «Весна» выступил на всесоюзном конкурсе советской песни «Сочи-82».
В 1993 году Виктор и Таисия Началовы перешли в ансамбль «Карусель» Воронежской филармонии, Виктор Васильевич был музыкальным руководителем ансамбля.
В ансамбле «Карусель» дебютировала их дочь Юлия в 5 лет с песней «Мой Рыжик» на стихи Агнии Барто.
Ученики Виктора Началова стали обладателями гран-при международных конкурсов и фестивалей.
С 1991 по 2021 Виктором Началовым было написано  более 200 песен, для разных исполнителей.
Многократный лауреат фестивалей «Песня года» и «Жара в Баку».

## Семья
- Жена — Таисия Николаевна Началова (род. 20 сентября 1955; Апшеронск) — профессиональный музыкант и певица, была солисткой того же ансамбля[4][5]. Семья жила в Воронеже на бульваре Победы (в Северном жилом районе города), её родители Николай и Вера[6].
  - Дочь — Юлия Викторовна Началова-Алдонина (31 января 1981 — 16 марта 2019) — певица, актриса и телеведущая.
    - Внучка — Вера Евгеньевна Алдонина (род. 1 декабря 2006), её отец футболист Евгений Алдонин, её крёстная мать — певица Лариса Долина, а крёстный отец — футболист Ролан Гусев.
- Отец — Василий Егорович Началов (3.04.1929 — 17.12.2016) — работал комбайнёром, в 1973 на комбайне СК-4 намолотил 10 тысяч 373 центнера зерна, стал победителем областного соцсоревнования, ему вручили почётную грамоту и золотые часы, на доску почёта поместили его фотографию, был Героем Труда, был награждён Орденом Трудового Красного Знамени[6], играл на гармошке и на балалайке, участвовал в районном конкурсе «Играй, гармонь!», играл на свадьбах, мастерил русские народные музыкальные инструменты[7][2][8][9].
- Мать — Анна Григорьевна Началова (1930[6] — 31.08.2011)[10][8].
- Сестра — Антонина Васильевна Владимирова — поэтесса, пишет песни вместе с братом Виктором[2][11].
- Дед — Егор Началов был председателем колхоза[9].

## Песни
Композитор:
Ирина Понаровская
- 1991 — Женщина всегда права
- 1992 Мои друзья
- 1993 Женщина всегда права
- 1994 Прав был ты
- 1995 Гитара (поэт)
- 2000 Единственный мой
- 2002 Спасибо тебе за цветы (поэт)
- 2003 Леди Звезда (дуэт Понаровской и Началовой)

## Дискография Юлии Началовой
Композитор:
1. 1995 — «Ах, школа, школа»
2. 2005 — «Детский альбом» (переиздание альбома «Ах, школа, школа»)
3. 2005 — «Музыка любви»
4. 2006 — «Давай поговорим о любви»
5. 2006 — «Разные песни о главном»
6. 2008 — «Лучшие песни». Песни Юлии и Виктора Началовых
7. 2012 — «Непридуманные истории „Делюкс“»
8. 2013 — «Дикая бабочка» («Wild Butterfly»)

## Книги
- 2020 — Юлия Началова. Письма отца к дочери — Владимирова Антонина Васильевна, Началов Виктор Васильевич ISBN 978-5-17-120608-6

### Фильмография
Композитор:
- 2000 — Формула счастья
- 2001 — Бременские музыканты & Co
- 2001 — Герой её романа
- 2004 — Бомба для невесты
- 2005 — Три мушкетёра
- 2007 — Любовь — не шоу-бизнес